# HC Rotterdam
Maillots
Le Hockey Club Rotterdam, communément appelé Rotterdam, est un club néerlandais de hockey sur gazon basé à Rotterdam, Hollande-Méridionale. Elle a été fondée le 16 septembre 1925.
La première équipe masculine concourt au plus haut niveau de la ligue néerlandaise de hockey sur gazon, qui s'appelle "Hoofdklasse" et la première équipe féminine concourt au deuxième niveau appelé Promotieklasse. Le HC Rotterdam joue ses matchs dans le Sportpark Hazelaarweg d'une capacité de 3 500 places, qui a également accueilli le Champions Trophy masculin 2001 et la Coupe du monde espoirs masculine de hockey sur gazon 2005.

## Honneurs

### Hommes
Hoofdklasse
- Champions (1): 2012-2013
- Vice-champions (2): 2011-2012, 2016-2017

Euro Hockey League
- Vice-champions (1): 2009-2010

Hoofdklasse en salle
- Champions (2): 2007-2008, 2013-2014

Challenge I d'Europe des clubs masculin de hockey en salle
- Champions (1): 2015

### Femmes
Hoofdklasse
- Vice-champions (2): 2000-2001, 2001-2002

Coupe des Pays-Bas
- Champions (1): 1995

Coupe d'Europe des champions féminine de hockey sur gazon
- Champions (2): 2002, 2003

Hoofdklasse en salle
- Champions (3): 1998-1999, 1999-2000, 2000-2001

Trophée d'Europe des clubs féminin de hockey en salle
- Champions (1): 2001

Challenge I d'Europe des clubs féminin de hockey en salle
- Champions (1): 2000

## Joueurs notables

### Internationaux masculins
Pays-Bas
- Seve van Ass
- Pirmin Blaak
- Thijs van Dam
- Jeroen Hertzberger
- Robert van der Horst
- Hidde Turkstra

 Australie
- Mark Knowles

 Belgique
- Jeffrey Thys

 Canada
- Ranjeev Deol
- Peter Short
- Rob Short

 Grande-Bretagne /  Angleterre
- Alastair Brogdon
- Adam Dixon
- Harry Martin

 Irlande
- Michael Darling
- Sean Murray

 Nouvelle-Zélande
- Ryan Archibald
- Phil Burrows
- Simon Child
- Blair Tarrant
- Nick Wilson

 Pakistan
- Sohail Abbas
- Waseem Ahmed

### Internationaux féminins
Pays-Bas
- Fleur van de Kieft
- Mignonne Meekels
- Fatima Moreira de Melo
- Caroline van Nieuwenhuyze-Leenders
- Janneke Schopman
- Jacqueline Toxopeus
- Maria Verschoor

 Argentine
- Jimena Cedrés
- Cecilia Rognoni

 Australie
- Kate Hollywood

 Grande-Bretagne /  Angleterre
- Susie Gilbert
- Helen Grant
- Beth Storry

 Grande-Bretagne /  Pays de Galles
- Sarah Thomas